# Tour de France 2008
95. Tour de France 2008 rozpoczął się 5 lipca w Brest, a zakończył się 27 lipca w Paryżu. Pierwsze trzy etapy odbywały się w Bretanii. Podczas 15. i 16. etapu trasa prowadziła również przez terytorium Włoch. Wyścig składał się z 21 etapów, w tym 10 etapów płaskich, 5 etapów górskich, 4 etapów pagórkowatych i 2 etapów indywidualnej jazdy na czas. Cała trasa liczyła 3559,5 km.

## Klasyfikacje
Klasyfikację generalną wygrał Hiszpan Carlos Sastre, wyprzedzając Australijczyka Cadela Evansa i Austriaka Bernharda Kohla. Kolh wygrał też klasyfikację górską, Hiszpan Óscar Freire wygrał klasyfikację punktową, a w klasyfikacji młodzieżowej najlepszy był Andy Schleck z Luksemburga. W październiku Kohl został jednak zdyskwalifikowany i na trzecie miejsce w klasyfikacji generalnej oraz pierwsze w górskiej awansował Rosjanin Dienis Mieńszow. Najaktywniejszym kolarzem został Francuz Sylvain Chavanel. W klasyfikacji drużynowej najlepsza była duńska drużyna Team CSC Saxo Bank.

## Drużyny
13 lutego 2008 roku zdecydowano, że z powodu powiązań z aferą dopingową „Operación Puerto” na tym Tour de France nie wystąpi grupa Astana, której zawodnikiem był zwycięzca poprzedniego TdF – Alberto Contador, oraz trzeci zawodnik tamtej edycji Wielkiej Pętli – Levi Leipheimer.
W Tour de France 2008, w odróżnieniu od poprzednich edycji, zlikwidowano bonifikaty czasowe za trzy czołowe miejsca na mecie etapu.
W tej edycji TdF wzięło udział 20 drużyn:
| - Quick Step - Silence-Lotto - Team CSC Saxo Bank - Ag2r-La Mondiale - Agritubel | - Bouygues Télécom - Cofidis - Crédit Agricole - La Française des Jeux - Caisse d'Epargne | - Euskaltel-Euskadi - Saunier Duval-Scott - Rabobank - Gerolsteiner - Team Milram | - Team Columbia - Team Garmin-Chipotle - Team Barloworld - Lampre - Liquigas |

## Afera dopingowa
11 lipca 2008 roku pojawiła się wiadomość dotycząca pozytywnego wyniku testów antydopingowych u hiszpańskiego kolarza Manuela Beltrana. Wykryto u niego w organizmie erytropoetynę (EPO). Jego drużyna – Liquigas – wycofała go z wyścigu w trybie natychmiastowym. Próbka B nie została jeszcze wtedy przebadana.
Przed 11 etapem wykryto EPO w organizmie Moisésa Dueñasa z ekipy Barloworld. Przed startem 12. etapu z wyścigu został wycofany Riccardo Riccò, u którego również wykryto pochodną EPO (CERA (Continuous Erythropoietin Receptor Activator)). Z tego powodu z wyścigu wycofała się cała jego drużyna – Saunier Duval-Scott. Ten sam środek wykryto także w organizmach Włocha Leonardo Piepolego i Niemca Stefana Schumachera.
27 lipca, niedługo po zakończeniu wyścigu ogłoszono iż kazachski kolarz Dmitrij Fofonow miał pozytywny wynik testu antydopingowego po 18. etapie. Zawodnik ten zajął 19. miejsce w klasyfikacji generalnej i tłumaczył się, że zażył środek przeciwko skurczom, a kupił go przez internet.
Austriacki kolarz Bernhard Kohl, który zajął trzecie miejsce w klasyfikacji generalnej i zwyciężył w klasyfikacji górskiej w październiku 2008 roku przyznał się do stosowania dopingu. W konsekwencji anulowano jego wyniki na TdF oraz zawieszono na dwa lata.

## Opisy poszczególnych etapów

### Opis 1. etapu
Na początku etapu miała miejsce ucieczka. Ósemka zawodników jechała razem przez dużą część wyścigu. Najpierw zawodnicy dogonili sześciu z nich, a na 8 kilometrów przed metą pozostałą dwójkę. Finiszował cały peleton, najpierw zaatakował Stefan Schumacher, potem na prowadzenie wyszedł Kim Kirchen, ale ostatecznie zwycięzcą 1. etapu został Alejandro Valverde. Pierwszym pechowcem wyścigu był francuski kolarz Herve Duclos-Lassalle, debiutujący w Tour de France, który przewrócił się w strefie bufetu i ze złamanym nadgarstkiem został odwieziony do szpitala. To był jego pierwszy i ostatni etap w tegorocznym wyścigu.

### Opis 2. etapu
Tuż po starcie zawiązała się trzyosobowa ucieczka, jednakże peleton nie dopuścił do uzyskania przez nią znaczącej przewagi, toteż szybko została zlikwidowana. Na 24 km zaatakowali dwaj Francuzi Sylvain Chavanel z zespołu Cofidis oraz ówczesny lider kwalifikacji górskiej Thomas Voeckler z Bouygues Télécom. W pewnym momencie ucieczka zyskała ponad sześć minut przewagi nad peletonem. Tuż przed lotnym finiszem na 100 km dwójka Francuzów z ekipy Agritubel Christophe Moreau oraz Bretańczyk David Le Lay rozpoczęła ucieczkę przed peletonem. Na 57 km przed metą doszło do połączenia dwóch ucieczek, tak, że utworzyła się czteroosobowa grupa Francuzów. Jechała razem do ostatnich kilometrów etapu, a rozpędzony peleton dogonił ją około pięciu kilometrów przed metą. Wówczas próbował jeszcze atakować Sylvain Chavanel, ale nieskutecznie. Kilometr przed metą rozpoczął finisz Fabian Cancellara z drużyny Team CSC, ale szybko został dogoniony przez Norwega Thora Hushovda z zespołu Crédit Agricole, który zwyciężył na tym etapie. Drugą lokatę zajął Luksemburczyk Kim Kirchen z Team Columbia, zaś trzeci był jego kolega z zespołu Niemiec Gerald Ciolek. Żółtą koszulkę lidera wyścigu zachował Hiszpan Alejandro Valverde reprezentujący drużynę Caisse d'Epargne.

### Opis 3. etapu
Zaraz po starcie miała miejsce czteroosobowa ucieczka: Francuzi Samuel Dumoulin z drużyny Cofidis i Romain Feillu z zespołu Agritubel, Włoch Paolo Longo Borghini z Barloworld oraz Amerykanin William Frischkorn należący do ekipy Team Garmin-Chipotle.
Blisko 100 km po starcie ucieczka uzyskała bardzo dużą, piętnastominutową przewagę nad peletonem. Od tego momentu zaczęła ona stopniowo maleć. Około 25 km przed metą doszło do kraksy, w której ucierpiał Hiszpan Ángel Gómez z ekipy Saunier Duval-Scott, na skutek czego wycofał się z tegorocznej edycji Wielkiej Pętli. Co istotne dla losów wyścigu kraksa podzieliła peleton. W drugiej części grupy znalazło się dwóch kandydatów do zwycięstwa w całym wyścigu: Rosjanin Denis Mienszow z zespołu Rabobank i Włoch Riccardo Riccò z Saunier Duval-Scott. W trzeciej grupie jechał jeden z najstarszych uczestników wyścigu Francuz Christophe Moreau z Agritubel oraz jedyny Polak w Tour de France 2008 Sylwester Szmyd należący do włoskiej drużyny Lampre. Pierwsza część peletonu nie zdołała dogonić czwórki uciekinierów, którzy na mecie uzyskali ponad dwuminutową przewagę nad kolejnymi zawodnikami. Po bardzo dobrym sprincie wygrał reprezentant gospodarzy Samuel Dumoulin, przed Amerykaninem Williamem Frischkornem i swym rodakiem Romanem Feillu, debiutantem w Wielkiej pętli. Czwarty ze stratą trzynastu sekund był Włoch Paolo Longo Borghini. Po tym etapie zmieniła się nieco klasyfikacja generalna wyścigu. Liderem został Romain Feillu, który na kolejnym etapie założy także koszulkę przodownika w klasyfikacji młodzieżowej. Dotychczasowy lider Hiszpan Alejandro Valverde reprezentujący drużynę Caisse d'Epargne spadł na czwarte miejsce z niespełna dwuminutową stratą do lidera.

### Opis 4. etapu
Czwarty etap to jazda indywidualna na czas. Niespodziewanym jego zwycięzcą okazał się Niemiec Stefan Schumacher z ekipy Gerolsteiner, uzyskując osiemnastosekundową przewagę nad Luksemburczykiem Kimem Kirchenem z Teamu Columbia i Brytyjczykiem Davidem Millarem z drużyny Garmin-Chipotle. Takaż sama jest kolejność w klasyfikacji generalnej wyścigu. Dotychczasowy lider Tour de France 2008 Francuz Romain Feillu z Cofidisu spisał się bardzo słabo i podobnie jak dwójka pozostałych uciekinierów z poprzedniego etapu spadł na odległe miejsce w klasyfikacji generalnej. Natomiast wielki faworyt do zwycięstwa w tej czasówce z drużyny Team CSC Szwajcar Fabian Cancellara zajął dopiero piąte miejsce z ponad półminutową stratą do triumfatora. Bardzo dobrze natomiast spisał się jeden z głównych faworytów do zwycięstwa w całym wyścigu, Australijczyk Cadel Evans należący do ekipy Silence-Lotto, zyskując znaczną przewagę nad najgroźniejszymi rywalami. W zeszłorocznej edycji Wielkiej Pętli Australijczyk zajął drugie miejsce. Polak Sylwester Szmyd z drużyny Lampre zajął dopiero sto dwudzieste miejsce z blisko czterominutową stratą do zwycięzcy czasówki. Na kolejnym etapie białą koszulkę lidera klasyfikacji młodzieżowej założy Szwed Thomas Lövkvist z Teamu Columbia, natomiast w klasyfikacji drużynowej przoduje Amerykańska drużyna Garmin-Chipotle. Liderzy pozostałych konkurencji obronili swe pozycje.

### Opis 5. etapu
11 km po starcie najdłuższego etapu tegorocznej Wielkiej Pętli zawiązała się ucieczka. Trzej Francuzi: Nicolas Vogondy z ekipy Agritubel, Lilian Jégou należący do drużyny Française des Jeux oraz reprezentujący drużynę Cofidis Florent Brard jechali razem przez blisko 220 km. Zawodnicy z drużyn FDJ i AGR zostali doścignięci przez rozpędzony peleton około kilometra przed metą. Natomiast Nicolas Vogondy walczył do samego końca i został przegoniony zaledwie kilka metrów przed końcem etapu przez jego zwycięzcę Brytyjczyka Marka Cavendisha z Teamu Columbia. Drugi był Hiszpan Óscar Freire należący do drużyny Rabobank, zaś trzeci Niemiec Erik Zabel z Teamu Milram. Wszyscy liderzy poszczególnych konkurencji obronili swe pozycje, z wyjątkiem lidera klasyfikacji punktowej Luksemburczyka Kima Kirchena z Teamu Columbia. Na kolejnym etapie zieloną koszulkę oznaczającą przodownictwo w tejże klasyfikacji założy Norweg z Crédit Agricole Thor Hushovd. Trzecim już zawodnikiem, który wycofał się z tegorocznej edycji wyścigu, tuż po starcie etapu, jest Kolumbijczyk Mauricio Soler z ekipy Barloworld. Powodem była kontuzja nadgarstka, której nabawił się podczas pierwszego etapu. W zeszłym roku podczas Tour de France zawodnik ten wygrał klasyfikację na najlepszego górala.

### Opis 6. etapu
Na 6 km etapu miała miejsce trzyosobowa francuska ucieczka. Freddy Bichot z ekipy Agritubel, Sylvain Chavanel z drużyny Cofidis i Benoît Vaugrenard z Française des Jeux jechali razem przed peletonem przez blisko 150 km. Wówczas odpadł Francuz z FDJ. 37 km przed metą etapu zaatakowała trójka kolarzy: Sandy Casar, Gorka Verdugo i ówczesny lider klasyfikacji górskiej Thomas Voeckler. Jednakże została bardzo szybko dogoniona przez podzielony na grupy peleton. Na 20 km przed metą, po przejechaniu 160 km w ucieczce Sylvain Chavanel został dogoniony przez grupę lidera wyścigu. 7 km później Freddy Bichot, ostatni uciekinier został pochłonięty przez kolarzy jadących w peletonie. Od tego momentu miało miejsce wiele nieudanych ucieczek, które szybko zostawały likwidowane. Na uwagę zasługuje jedna z nich. 5 km przed Super Besse, gdzie ustanowiono metę szóstego etapu tegorocznej edycji wyścigu, Włoch Leonardo Piepoli reprezentujący drużynę Saunier Duval-Scott i Amerykanin Christian Vande Velde z ekipy Garmin-Chipotle uciekli na kilkanaście sekund przed grupę lidera. Cztery kilometry później okazało się, że akcja uciekinierów zakończy się niepowodzeniem. Zwycięzcą etapu został włoski kolarz Riccardo Riccò z zespołu Saunier Duval-Scott, na drugim miejscu uplasował się Hiszpan Alejandro Valverde z drużyny Caisse d'Epargne, pierwszy lider tegorocznej edycji Wielkiej Pętli, zaś trzecie miejsce zajął reprezentujący ekipę Silence-Lotto, Australijczyk Cadel Evans. Bardzo pechowo zakończył się ten etap dla dotychczasowego lidera klasyfikacji generalnej wyścigu, Niemca Stefan Schumacher z Gerolsteiner. Na ostatnim kilometrze etapu, liczącego niespełna 200 km, kolarz jadący w żółtej koszulce zahaczył o koło Kima Kirchena i upadł. Na szczęście szybko się podniósł i dojechał do mety, odnotowując jednak ponad półminutową stratę do zwycięzcy etapu. W konsekwencji, przodownikiem w Tour de France 2008 został dotychczasowy wicelider wyścigu, Luksemburczyk Kim Kirchen (zakończył etap jako 5) z Teamu Columbia, na drugiej pozycji plasuje się Australijczyk Cadel Evans, a Niemiec spadł na trzecie miejsce. Kim Kirchen, lider wyścigu odzyskał także zieloną koszulkę, oznaczającą przodownictwo w klasyfikacji punktowej, detronizując tym samym Thora Hushovda reprezentującego Norwegię. Po szóstym etapie tegorocznej Wielkiej Pętli zmienił się także najlepszy góral wyścigu, którym został Francuz Sylvain Chavanel z Cofidisu, jadący w ucieczce podczas tego etapu. Zawodnik ten zyskał też miano najbardziej walecznego kolarza na trasie odcinka z Aigurande do Super Besse. Kolejnym zawodnikiem, który wycofał się z Tour de France 2008 został Francuz z Saunier Duval-Scott Aurélien Passeron. Jeszcze przed startem etapu oznajmił, że na skutek kontuzji odniesionej na poprzednim etapie kończy swą tegoroczną przygodę z wyścigiem.

### Opis 7. etapu
Etap z Brioude do Aurillac rozpoczął się od kilkuosobowej ucieczki, w której znajdował się między innymi Brytyjczyk David Millar z drużyny Garmin-Chipotle. Peleton jednak szybko odrobił straty do uciekinierów. 66 km przed metą zaatakowała czwórka kolarzy. Trzej Hiszpanie: Luis León Sánchez z ekipy Caisse d'Epargne, David de la Fuente z Saunier Duval-Scott i jego kolega z drużyny Josep Jufré oraz Włoch Vincenzo Nibali z Liquigas. Przez silny wiatr peleton podzielił się na kilka grup. Pierwsza z nich, około dwudziestoosobowa, w której znajdowali się główni faworyci do wygrania wyścigu dogoniła uciekinierów kilka kilometrów przed metą. Chwilę później ponownie zaatakował Hiszpan Luis León Sánchez, jadący w jednej ze wcześniejszych ucieczek. Grupa lidera nie zdołała dogonić zawodnika z Caisse d'Epargne i kolarz zameldował się na mecie z sześciosekundową przewagą nad drugim Niemcem z Gerolsteiner Stefanem Schumacherem i Włochem z Liquigas Filippo Pozzato, który zajął trzecie miejsce. Zwycięzcę etapu uznano także za najbardziej walecznego zawodnika dnia. Istotne wydarzenia miały miejsce także we wcześniejszych fragmentach odcinka. 50 km po starcie etapu Włoch Damiano Cunego z Lampre brał udział w kraksie. Nie zdołał dogonić grupy lidera i na mecie zameldował się z ponad półminutową stratą do zwycięzcy etapu. Liderem wyścigu oraz przodownikiem klasyfikacji punktowej pozostał Kim Kirchen z Teamu Columbia. Najlepszym góralem został jeden z uciekinierów na 7. etapie David de la Fuente, detronizując tym samym z tej pozycji Sylvaina Chavanela. Duński Team CSC Saxo Bank objął przodownictwo w klasyfikacji drużynowej, natomiast posiadaczem białej koszulki pozostał Szwed Thomas Lövkvist z Teamu Columbia.

### Opis 8. etapu
Płaski etap rozpoczynający drugi tydzień wyścigu rozpoczął się w Figeac, zaś meta została umieszczona 174 km dalej, w Tuluzie. Istotnym momentem etapu była ucieczka Francuza Laurenta Lefèvre z ekipy Bouygues Télécom. Wkrótce podążył za nim rodak z drużyny Jérôme Pineau, któremu towarzyszyli Francuz Christophe Riblon z ekipy Ag2r-La Mondiale oraz Hiszpan Amets Txurruka z Euskaltel-Euskadi. Chwilę potem trójka kolarzy dogoniła samotnego uciekiniera, tworząc czteroosobową grupkę. Największą przewagę ucieczki odnotowano na 110 km i wynosiła 5' 15", ale zespoły, posiadające w swych szeregach dobrych sprinterów, szybko zniwelowały straty na dystansie 20 km do mniej niż trzech minut. Po 116 km drogi Włoch Riccardo Riccò, jeden z faworytów do wygrania wyścigu, wraz z trzema innymi kolarzami zaliczył kraksę. 13 km przed metą od ucieczki odpadli dwaj Francuzi, zaś Amets Txurruka i Jérôme Pineau nadal jechali przed peletonem i zostali dogonieni dziesięć kilometrów później, zaledwie trzy kilometry przed metą. Na finiszu lał rzęsisty deszcz, a etap rozstrzygnął się sprintem z peletonu. Najlepszy okazał się Brytyjczyk Mark Cavendish z Teamu Columbia, dla którego było to już drugie zwycięstwo w tegorocznej edycji Tour de France. Drugie miejsce zajął jego kolega z drużyny Niemiec Gerald Ciolek. Tak więc podczas tego etapu ekipa Team Columbia zaliczyła dublet, jako pierwsza w tegorocznej Wielkiej Pętli. Trzeci na mecie był Francuz z drużyny Agritubel Jimmy Casper. Liderem wyścigu pozostał Luksemburczyk Kim Kirchen, który jednak stracił pozycję lidera klasyfikacji punktowej na rzecz Hiszpana Óscara Freire, dlatego na kolejnym etapie pojedzie to on w zielonej koszulce. Pozostali przodownicy poszczególnych klasyfikacji utrzymali swe pozycje. Za najbardziej walecznego kolarza uznano Francuza Laurenta Lefèvre.

### Opis 9. etapu
Na pierwszym górskim etapie tegorocznej Wielkiej Pętli rozegrano aż siedem górskich premii, z czego dwie pierwszej kategorii: Col de Peyresourde oraz Col d’Aspin. Pierwsze pięć niższych kategorii, rozdzielili między sobą uciekinierzy: Niemiec Sebastian Lang z ekipy Gerolsteiner, Francuz Nicolas Jalabert z zespołu Agritubel i Białorusin Alaksandr Kuczynski z Liquigas. Największa różnica między trójką uciekinierów a peletonem miała miejsce na 53 km etapu i wynosiła blisko kwadrans. Na 116 km etapu Australijczyk Cadel Evans, zajmujący drugie miejsce w klasyfikacji generalnej tegorocznego Tour de France zaliczył kraksę. Konieczna była zmiana roweru. Na szczęście dzięki pomocy swej drużyny Silence-Lotto lider ekipy zdołał szybko dołączyć do peletonu. W drugiej, górzystej fazie etapu miało miejsce bardzo dużo ataków. Próbowali uciekać między innymi: lider klasyfikacji górskiej Hiszpan David de la Fuente, trzeci w klasyfikacji młodzieżowej Belg Maxime Monfort, zwycięzca piątkowego etapu Hiszpan Luis León Sánchez, jego rodak Óscar Pereiro, trzeci w klasyfikacji generalnej wyścigu Niemiec Stefan Schumacher, Włoch Vincenzo Nibali i jedyny Polak w 95. edycji Tour de France Sylwester Szmyd. Wszystkie wymienione ucieczki były nieskuteczne i zostały szybko niwelowane przez peleton, który podzielił się na kilka grup. Tradycyjnie, jak na górskich etapach, bardzo szybko odpadli dobrzy sprinterzy. W tym czasie z grupy uciekinierów pozostał tylko Sebastian Lang, a jego towarzysze zostali pochłonięci przez grupę lidera. 30 km przed metą, a 4 przed drugą górską premią pierwszej kategorii Col d’Aspin zaatakował młody Włoch z Saunier Duval-Scott Riccardo Riccò, który na swym koncie ma już jedno zwycięstwo w tegorocznej edycji Wielkiej Pętli. Szybko dogonił liderującego Niemca i sam wyszedł na prowadzenie, którego nie oddał już do końca. Po drodze wygrał premię górską pierwszej kategorii zdobywając trzecie miejsce i 30 punktów w klasyfikacji górskiej. Wygrał etap, uzyskując ponad minutową przewagę nad pozostałymi zawodnikami. Dziewięć kilometrów przed metą zaatakował Rosjanin Władimir Jefimkin z AG2R. Dojechał na metę, uzyskując kilkusekundową przewagę nad peletonem. Trzecie miejsce zajął jego kolega z zespołu Francuz Cyril Dessel.
Liderem wyścigu pozostał Kim Kirchen z Luksemburgu, który ponadto odzyskał zieloną koszulkę, oznaczającą przodownictwo w klasyfikacji punktowej wyścigu, odbierając ją Hiszpanowi Óscarowi Freire. Trzecie miejsce w klasyfikacji generalnej stracił Stefan Schumacher, na rzecz Amerykanina Christiana Vandevelde. Tytuł króla gór obronił David de la Fuente. Team CSC Saxo Bank pozostał najlepszym w tej edycji wyścigu, natomiast przodownictwo w młodzieżowej klasyfikacji kolarzy objął Luksemburczyk Andy Schleck. Za waleczność podczas tego etapu został nagrodzony Sebastian Lang.

### Opis 10. etapu
Trudny górski etap z Pau do Hautacam z dwoma premiami górskimi Hors catégorie (poza kategorią). Kolarze mają do pokonania 154 km. Zaraz po starcie od peletonu oderwała się ucieczka składająca się z 24 zawodników. Znalazło się tam wielu kolarzy, którzy tylko czekali na swych liderów. Jedynie Team Milram, Lampre i Garmin-Chipotle nie miały swych reprezentantów w ucieczce. Około 100 km przed metą grupa uciekinierów miała nad peletonem przewagę w granicach minuty, która jednak powoli zaczęła topnieć. Niedługo potem ucieczka zmalała do 7 osób. Byli w niej między innymi: Szwajcar Fabian Cancellara, mistrz świata w jeździe indywidualnej na czas, Hiszpan Óscar Freire, zajmujący drugie miejsce w klasyfikacji punktowej wyścigu i Niemiec Markus Fothen, zajmujący najlepszą pozycję w klasyfikacji generalnej z całej siódemki. Na 81 km przed metą zaatakował Francuz Freddy Bichot, próbując dogonić jadących przed nim kolarzy. Przewaga ucieczki ciągle się zwiększała – 64 km przed metą doszła nawet do niemalże 10 minut. 8 km przed Col du Tourmalet, gdzie umieszczono premię górską poza kategorią, zaatakował Francuz Rémy Di Grégorio z ekipy Française des Jeux. Na tym samym podjeździe od peletonu odpadło wielu zawodników, głównie sprinterów, ale także niezłych górali. Jednym z nich był Hiszpan David de la Fuente, posiadacz białej koszulki w czerwone grochy, jego rodacy Haimar Zubeldia i Luis León Sánchez, zwycięzca siódmego etapu w tegorocznej Wielkiej Pętli, a także Ukrainiec Jarosław Popowycz, pomocnik Cadela Evansa, Niemiec Stefan Schumacher i Alejandro Valverde, byli liderzy wyścigu i Włoch Damiano Cunego, lider zespołu Lampre. Z grupy uciekinierów pozostała trójka: Francuzi Jérémy Roy i Hubert Dupont oraz Kolumbijczyk Leonardo Duque, reszta nie wytrzymała jej mocnego tempa. Na szczycie Col du Tourmalet, najwyżej położonym miejscu 10. etapu Rémy Di Grégorio zanotował ponad sześciominutową przewagę nad czternastoosobową grupą lidera, która z kolei miała niemalże trzyminutową przewagę nad Alejandro Valverde i Damiano Cunego, jednymi z faworytów Tour de France. W grupie lidera było aż czterech kolarzy reprezentujących Team CSC Saxo Bank, w tym Jens Voigt. Na podjeździe pod Hautacam wykonał on ogromną pracę dla lidera swej ekipy Carlosa Sastre, gubiąc faworytów wyścigu. Odpadli między innymi: Luksemburczycy Andy Schleck, aktualnie najlepszy kolarz wyścigu do lat 25. i Kim Kirchen, lider wyścigu, natomiast dogoniono Rémy'ego Di Grégorio, który został uznany za najbardziej walecznego kolarza etapu. Wtedy, 11 km przed metą zaatakowała piątka zawodników, uzyskując znaczną przewagę nad pozostałymi kolarzami. Kilka kilometrów później pozostała tylko trójka: Luksemburczyk Fränk Schleck z Teamu CSC Saxo Bank, Włoch Leonardo Piepoli i Hiszpan Juan José Cobo, koledzy z zespołu Saunier Duval-Scott. 2 km przed metą zaatakowała dwójka kolarzy z hiszpańskiego zespołu. Etap wygrał Leonardo Piepoli, drugi był Juan José Cobo, a na trzecim miejscu uplasował się z prawie półminutową stratą Fränk Schleck. Grupa lidera straciła aż 2' 17” do Włocha, a po raz drugi w tegorocznej Wielkiej Pętli jedna z drużyn, Saunier Duval-Scott zaliczyła dublet. Duże zmiany zaszły w klasyfikacji generalnej wyścigu. Nowym liderem wyścigu został Australijczyk Cadel Evans z ekipy Silence-Lotto, wyprzedzając zaledwie o sekundę drugiego Luksemburczyka Fränka Schlecka z Teamu CSC Saxo Bank. Trzecie miejsce utrzymał Amerykanin Christian Vande Velde, jadący w barwach drużyny Garmin-Chipotle. Posiadaczem zielonej koszulki został Óscar Freire, który dzięki punktom za lotny finisz w początkowej fazie etapu wyprzedził Luksemburczyka Kima Kirchena. Riccardo Riccò objął przodownictwo w klasyfikacji górskiej i młodzieżowej, a jego zespół Saunier Duval-Scott prowadzi w klasyfikacji drużynowej. 11. etap zostanie rozegrany pojutrze, bowiem kolarze mają dzień przerwy.

### Opis 11. etapu
Etap do Foix, z trzema górskimi premiami, w tym jedną pierwszej kategorii, pod Col de Portel. Na 35 km zawiązała się trzynastoosobowa ucieczka, w której byli między innymi: Włosi Filippo Pozzato (Liquigas) i Alessandro Ballan (Lampre), Kazach Dmitrij Fofonow (Crédit Agricole), Norweg Kurt-Asle Arvesen (Team CSC Saxo Bank), Niemiec Fabian Wegmann (Gerolsteiner) oraz Belg Gert Steegmans (Quick Step). Kilka kilometrów przed Col de Portel od prowadzącej grupki oderwał się Francuz Amaël Moinard z Cofidisu, wygrywając umieszczoną na szczycie premię górską. W tym momencie jego przewaga nad peletonem wzrosła do ponad szesnastu minut, lecz co istotniejsze nad ucieczką miał blisko dwie minuty przewagi. Na tym samym podjeździe od peletonu oderwał się Hiszpan Óscar Pereiro, który jednak wkrótce został dogoniony przez kolarzy jadących w grupie zasadniczej. Cztery kilometry przed metą, tuzin uciekinierów dogoniło samotnego francuza Amaëla Moinarda, którego uznano za najbardziej walecznego na 11. etapie wyścigu. W tym momencie zaatakował Kurt-Asle Arvesen, który wygrał etap. Tuż za nim finiszował Szwajcar Martin Elmiger z Ag2r-La Mondiale. Trzeci był Włoch Alessandro Ballan. Około piętnastu minut później na mecie zameldował się peleton, na przodzie z Norwegiem Thorem Hushovdem. Liderem wyścigu pozostał Australijczyk Cadel Evans, przodownicy w innych klasyfikacjach utrzymali swe pozycje. Etapu, ze względu na kontuzje, nie ukończyli dwaj kolarze z Barloworld: Félix Cárdenas i Paolo Longo Borghini, a ze względu na doping, jeszcze przed etapem wycofano Hiszpana Moisésa Dueñasa.

### Opis 12. etapu
Do etapu nie przystąpili kolarze z ekipy Saunier Duval-Scott. Dyrektorzy zespołu postanowili wycofać drużynę po tym, jak ujawniono fakt stosowania dopingu przez lidera teamu, Włocha Riccardo Riccò, zwycięzcy dwóch etapów w tegorocznej Wielkiej Pętli. Wszelkie próby ucieczek nie dochodziły do skutku, aż do 36. kilometra etapu, kiedy zaatakowała dwójka Francuzów Arnaud Gérard z Française des Jeux i Samuel Dumoulin z Cofidisu, zwycięzcy trzeciego etapu wyścigu. W pewnym momencie uciekinierzy mieli niespełna pięciominutową przewagę nad peletonem, który jednak z pomocą silnego tylnego wiatru szybko odrabiał straty. Na 113 km etapu do dwójki dołączył Hiszpan Juan José Oroz z ekipy Euskaltel-Euskadi. Peleton zdołał dogonić uciekinierów dziewięć kilometrów przed metą etapu. Najlepszym sprinterem okazał się Brytyjczyk z Teamu Columbia Mark Cavendish, wygrywając swój trzeci etap w tegorocznej edycji Tour de France. Drugi na mecie zameldował się Francuz Sébastien Chavanel, zaś trzeci był Belg Gert Steegmans. Liderem wyścigu pozostał Cadel Evans z ekipy Silence-Lotto. W konsekwencji wycofania Riccardo Riccò, w klasyfikacji górskiej przoduje Niemiec Sebastian Lang, zaś w klasyfikacji młodzieżowej lideruje Włoch Vincenzo Nibali.

### Opis 13. etapu
Na początku etapu, liczącego 182 km zaatakował Holender Niki Terpstra z Teamu Milram i Francuz Florent Brard z Cofidisu. Ich przewaga szybko rosła i w szczytowym momencie wynosiła niemalże dziesięć minut. Na 30 km przed metą próbowali atakować Juan Antonio Flecha (Rabobank) i Stéphane Augé (Cofidis), a dwadzieścia kilometrów później Stef Clement (Bouygues Télécom) i Sylvain Chavanel (Cofidis). Jednakże wszystkie próby ucieczek kończyły się niepowodzeniem. Na mecie jako pierwszy zameldował się Brtytyjczyk Mark Cavendish z Teamu Columbia, wygrywając już swój czwarty etap w tegorocznej edycji Tour de France. Drugi był Australijczyk Robbie McEwen z ekipy Silence-Lotto, zaś trzeci Francuz Romain Feillu z drużyny Agritubel, były przodownik tegorocznej Wielkiej Pętli. Niki Terpstra został uznany za najbardziej walecznego kolarza etapu. Wszyscy liderzy poszczególnych klasyfikacji utrzymali swe pozycje.

### Opis 14. etapu
Płaski, blisko 200 km etap. Na początku zaatakowała grupa dwudziestu jeden kolarzy, jednak szybko została dogoniona przez peleton. Później, na 50 km etapu zaatakowali: Hiszpan José Iván Gutiérrez, Francuzi William Bonnet i Sandy Casar oraz Holender Bram Tankink. Maksymalna przewaga ucieczki wynosiła blisko siedem minut. 165 km po starcie etapu, kiedy przewaga czwórki kolarzy wynosiła zaledwie minutę samotnie zaatakował José Iván Gutiérrez. Za ten atak otrzymał tytuł najbardziej walecznego kolarza etapu. Jednak kilka kilometrów przed metą został dogoniony przez peleton, wtedy zaatakował Francuz Sylvain Chavanel, jednak nieskutecznie. Etap wygrał Hiszpan Óscar Freire z Rabobanku, lider klasyfikacji punktowej wyścigu. Drugie miejsce zajął Kolumbijczyk Leonardo Duque z Cofidisu, trzeci był Erik Zabel z Teamu Milram. Cadel Evans, podobnie jak liderzy innych klasyfikacji wyścigu, utrzymał swą pozycję. Na skutek kontuzji z Tour de France wycofał się Francuz Nicolas Jalabert.

### Opis 15. etapu
Pierwszy alpejski etap na trasie tegorocznej edycji Wielkiej pętli z Digne-les-Bains do włoskiego Prato Nevoso, na którym umieszczono trzy premie górskie: poza kategorią Col Agnel, trzeciej kategorii (Colle del Morte, na 157 km etapu) i pierwszej kategorii (Prato Nevoso, umieszczona na mecie). Na starcie nie pojawił się zwycięzca czterech etapów w tegorocznej edycji wyścigu, Brytyjczyk Mark Cavendish, zajmujący 140. pozycję w klasyfikacji generalnej Tour de France 2008. Powodem wycofania się z Wielkiej Pętli była konieczność przygotowań do Igrzysk Olimpijskich w Pekinie. Na 12 km etapu od peletonu oderwała się trójka kolarzy: Hiszpanie Egoi Martínez z ekipy Euskaltel-Euskadi i José Luis Arrieta z drużyny Ag2r-La Mondiale oraz Amerykanin Danny Pate z Garmin-Chipotle. Cztery kilometry później dołączył do nich Australijczyk Simon Gerrans z Crédit Agricole. Przewaga ucieczki bardzo szybko rosła i na szczycie Col Agnel wynosiła już około dwunastu minut. Na tym samym podjeździe od peletonu odpadła większość sprinterów oraz niespodziewanie Belg Stijn Devolder, który wkrótce potem wycofał się z wyścigu. Jeszcze wcześniej odpadł Australijczyk Mark Renshaw (on także nie jedzie już w Tour de France). Na szczycie, na wysokiej pozycji zameldował się Austriak Bernhard Kohl, który dzięki punktom zdobytym na umieszczonej tam premii, został liderem klasyfikacji górskiej wyścigu. Na szczycie zaatakował Francuz Thomas Voeckler, były właściciel białej koszulki w czerwone grochy. Jednak 24 km dalej został dogoniony przez grupę zasadniczą. Na stromych zjazdach kraksę zaliczył Hiszpan Óscar Pereiro z ekipy Caisse d'Epargne, zajmujący piętnastą pozycję w klasyfikacji generalnej wyścigu. Kolarza wkrótce odwieziono do szpitala. Dyrektorzy sportowi drużyn kolarskich, w konsekwencji upadku Hiszpana, nakazali swym zawodnikom ostrożną jazdę. Dzięki temu do peletonu dołączyła grupa sprinterów, a przewaga uciekinierów, na 68 km przed końcem etapu sięgnęła ponad siedemnastu minut. Na 8 km przed metą, od ucieczki odpadł Hiszpan José Luis Arrieta. Etap wygrał Australijczyk Simon Gerrans, drugie miejsce zajął Hiszpan Egoi Martínez, uznany później za najbardziej walecznego kolarza etapu, a na trzeciej pozycji uplasował się Amerykanin Danny Pate. Jednak kilka kilometrów wcześniej ważyły się losy całego wyścigu. Z peletonu została około dziesięcioosobowa grupa lidera. Zabrakło w niej między innymi Włocha Damiano Cunego, Luksemburczyka Kima Kirchena i Rosjanina Władimira Efimkina. Na ostatnich kilometrach zaatakowali: Bernhard Kohl (Gerolsteiner), Carlos Sastre (Team CSC Saxo Bank), Denis Mienszow (Rabobank) i Alejandro Valverde (Caisse d'Epargne), zostawiając grupę lidera z tyłu. Pierwszy z tej grupki, ponad cztery minuty za zwycięzcą etapu dotarł na metę Austriak (przed Hiszpanami i Rosjaninem), co dało mu drugie miejsce w klasyfikacji generalnej Tour de France. Dosłownie na kilkaset metrów przed metą zaatakował Fränk Schleck (Team CSC Saxo Bank), zajmujący drugie miejsce w klasyfikacji generalnej wyścigu, wyprzedzając o kilka sekund Cadela Evans (Silence-Lotto), dzięki czemu zyskał żółtą koszulkę lidera wyścigu. Natomiast Australijczyk spadł na trzecie miejsce. Jednak różnice w czołówce wyścigu są minimalne. Przodownikiem w klasyfikacji na najlepszego górala, po dzisiejszym etapie został Bernhard Kohl. Pozostali liderzy innych konkurencji utrzymali swe pozycje. Kolejnym etap rozpocznie się po dniu przerwy.

### Opis 16. etapu
Kolejny górski etap, rozpoczynający się we włoskim mieście Cuneo. Kolarze wjadą na dwa szczyty, gdzie umieszczono premie górskie poza kategorią: Col de la Lombarde oraz Col de la Bonette (2802 m n.p.m. – najwyższy szczyt w historii wyścigu). Pierwsza ucieczka miała miejsce dopiero na 27 km etapu – wcześniejsze ataki szybko niwelował peleton. Francuz David Moncoutié samotnie oderwał się od peletonu, ale kilka kilometrów później dołączyło do niego pięciu innych kolarzy: Francuzi Samuel Dumoulin, Christophe Le Mével i Thomas Voeckler oraz Belg Sebastian Rosseler i były lider wyścigu, Niemiec Stefan Schumacher. 10 km później zaatakowała grupa ponad dwudziestu kolarzy, w której byli między innymi: Ukrainiec Jarosław Popowycz, Norweg Kurt-Asle Arvesen, zwycięzca jednego z etapów wyścigu, jego kolega z drużyny, Niemiec Jens Voigt i Hiszpan Óscar Freire, lider klasyfikacji punktowej wyścigu. Na podjeździe pod pierwszy szczyt zaatakowała piątka kolarzy: Włoch Damiano Cunego z ekipy Lampre, jego kolega z drużyny Sylwester Szmyd, jedyny Polak w tegorocznej edycji wyścigu, Francuz Sandy Casar z Française des Jeux, Belg Maxime Monfort z Cofidisu oraz Słoweniec Tadej Valjavec z Ag2r-La Mondiale. Jeszcze później zaatakowała trójka kolarzy, z Hiszpanem Mikelem Astarlozą na czele. Na podjeździe pod pierwszy szczyt sytuacja przed peletonem wielokrotnie ulegała zmianie, a dokładniej skład poszczególnych grup. Najważniejszy był atak Stefana Schumachera z Gerolsteiner, który ze sporą przewagą nad innymi kolarzami wygrał premię górską. Na zjazdach ze szczytu grupa Damiano Cunego dogoniła grupę Jarosława Popowycza. Lider etapu na 48 km przed metą miał około dwunastominutową przewagę nad peletonem. Na podjeździe pod kolejny szczyt sytuacja często się zmieniała: jedni kolarze atakowali, inni odpadali ze swych grup. W rezultacie cały peleton podzielony był na kilkanaście małych grupek, które często zmieniały swój skład. Dla Christiana Vandevelde tempo narzucane przez peleton było zbyt szybkie i został z tyłu grupy. Trzy kilometry przed drugą premią górską Stefan Schumacher, po etapie uznany za najbardziej walecznego kolarza dnia, został dogoniony przez grupę Jarosława Popowycza. Najmłodszy zawodnik tegorocznej Wielkiej Pętli John-Lee Augustyn, reprezentujący RPA zaatakował tuż przed szczytem i zameldował się pierwszy na wysokości ponad 2000 m n.p.m., ale zjeżdżając z góry zaliczył okropnie wyglądający upadek. Zleciał z drogi kilka metrów w dół, lecz na szczęście udało mu się powrócić na trasę etapu. Grupa prowadząca zmniejszyła się do czterech kolarzy: Francuzów Cyrila Dessela i Sandiego Casara, Ukraińca Jarosława Popowycza oraz Hiszpana Davida Arroyo. Jeden z faworytów wyścigu, Rosjanin Denis Mienszow odpadł z grupy lidera, tracąc dystans na zjazdach. Kilometr przed metą zaatakował Ukrainiec, ale szybko został dogoniony przez Cyrila Dessela z ekipy Ag2r-La Mondiale, który wygrał etap. Kolejny na mecie był drugi z Francuzów, jeżdżący w ekipie Française des Jeux, trzeci zaś Hiszpan z Caisse d'Epargne. Jarosław Popowycz zajął ostatecznie czwarte miejsce. Wszyscy liderzy poszczególnych klasyfikacji, włącznie z liderem wyścigu, Luksemburczykiem Fränkiem Schleckiem utrzymali swe pozycje, z wyjątkiem rankingu do 25. lat. Młody Andy Schleck z Team CSC Saxo Bank wyprzedza Włocha Vincenzo Nibalego. Francuz Sébastien Chavanel i Włoch Francesco Chicchi są kolejnymi zawodnikami, nie jadącymi już w tegorocznym Tour de France.

### Opis 17. etapu
Ostatni, liczący 210,5 km, alpejski etap na trasie tegorocznego wyścigu, przez fachowców uznawany za najtrudniejszy w tegorocznym Tour de France, z trzema premiami górskimi poza kategorią: Col du Galibier, Col de la Croix de Fer i piekielny L’Alpe d’Huez. 3 km po starcie etapu zaatakowała czwórka kolarzy: Francuz Rémy Di Grégorio z ekipy Française des Jeux, Hiszpan Rubén Pérez z zespołu Euskaltel-Euskadi, Niemiec Stefan Schumacher z Gerolsteiner, były lider wyścigu, oraz Słowak Peter Velits z Teamu Milram. 100 km przed metą od ucieczki odpadł Francuz. Największą przewagę trójki zawodników zanotowano na 79 km przed metą – około 7' 30”. Na podjeździe pod drugi szczyt etapu od prowadzącej grupy odpadł Hiszpan, a kilka kilometrów dalej Niemiec. Na Col de la Croix de Fer pierwszy dotarł samotny Słowak (uznany za najbardziej walecznego zawodnika etapu), z ponadminutową przewagą nad grupą lidera liczącą 27 kolarzy. 45 km przed L’Alpe d’Huez zaatakował Francuz Jérôme Pineau z drużyny Bouygues Télécom i czternaście kilometrów później dogonił samotnie jadącego Petera Velitsa. Jednak na ostatnim podjeździe obaj zostali pochłonięci przez grupę lidera. 13 km przed metą zaatakował Hiszpan Carlos Sastre z Teamu CSC Saxo Bank. Grupa lidera zmniejszyła się do dziesięciu kolarzy, zabrakło w niej między innymi Damiano Cunego z Lampre. 2 km przed metą zaatakowali Hiszpan Samuel Sánchez i Luksemburczyk Andy Schleck. Etap wygrał Carlos Sastre, wyprzedzając o ponad dwie minuty swego rodaka i Luksemburczyka, kolegę z zespołu. Po etapie przodownictwo w klasyfikacji generalnej objął zwycięzca etapu i to on, następnego dnia będzie jechał w żółtej koszulce. Liderzy pozostałych klasyfikacji nie zmienili się.

### Opis 18. etapu
Pagórkowaty etap z Le Bourg-d’Oisans do Saint-Étienne. Na 30 km etapu Włoch Damiano Cunego z ekipy Lampre zaliczył upadek. Do pomocy zostało mu czterech kolegów z zespołu, ale jego strata do peletonu była duża. W początkowej fazie etapu było kilka prób ucieczek, jednakże wszystkie po chwili zostały niwelowane przez peleton. Aż do 65 km, kiedy to zaatakował Hiszpan Carlos Barredo z ekipy Quick Step, któremu towarzyszył Niemiec Marcus Burghardt z Teamu Columbia. Pięć kilometrów później od peletonu oderwali się: Hiszpan Mikel Astarloza z drużyny Euskaltel-Euskadi, Francuz Romain Feillu z zespołu Agritubel, były lider wyścigu, oraz Christophe Le Mével z Crédit Agricole, którzy przez długi czas utrzymywali się około trzy minuty za liderami etapu. Prowadząca dwójka bardzo szybko uzyskała sporą, blisko jedenastominutową przewagę nad peletonem (największą odnotowano na 95 km), a dwukrotnie większą nad grupą Damiano Cunego. Od tego momentu przez długi czas utrzymywała się podobna różnica. Na ostatnich kilometrach zaatakowała piątka zawodników, między innymi: Luksemburczyk Andy Schleck z Teamu CSC Saxo Bank i Czech Roman Kreuziger z Liquigas, główni faworyci do zwycięstwa w klasyfikacji młodzieżowej. Pierwszy na mecie zameldował się Marcus Burghardt, po etapie uznany za najbardziej walecznego kolarza dnia, a tuż za nim Carlos Barredo. Trzeci był Romain Feillu, ze stratą 3' 33". Peleton zameldował się z niemal siedmiominutową stratą do zwycięzcy etapu, grupa Andiego Schlecka była kilka sekund przed peletonem, natomiast grupa Damiano Cunego ponad dwadzieścia minut za Niemcem. Wszyscy przodownicy poszczególnych klasyfikacji, zwłaszcza lider całego wyścigu Hiszpan Carlos Sastre z Teamu CSC Saxo Bank, utrzymali swe pozycje.

### Opis 19. etapu
Na starcie nie zobaczyliśmy Włocha Damiano Cunego oraz Belga Christophe’a Brandta, którzy postanowili wycofać się z wyścigu. Powodem była kontuzja odniesiona dzień wcześniej, w przypadku Włocha, zaś choroba, jeśli chodzi o Belga. W początkowej fazie etapu zaatakowała czwórka kolarzy: Niemiec Stefan Schumacher (Gerolsteiner), Hiszpan Egoi Martínez (Euskaltel-Euskadi), Włoch Alessandro Ballan (Lampre) i Francuz Pierrick Fédrigo (Bouygues Télécom). Jednak ucieczka nie mogła uzyskać znaczącej przewagi nad peletonem i na 69 km etapu została dogoniona przez grupę zasadniczą. Wtedy zaatakował Francuz Sylvain Chavanel z Cofidisu, do którego wkrótce dołączył jego rodak Jérémy Roy z ekipy Française des Jeux. Para zawodników dość szybko zyskała sporą przewagę – w szczytowym momencie nawet ponad pięć minut. Wówczas peleton zaczął szaloną pogoń za Francuzami, ale jak się później okazało nieskuteczną. Etap wygrał Sylvain Chavanel, tuż przed swym rodakiem, a za stratą 1' 13” na metę dotarła grupa zasadnicza, na czele z Niemcem Geraldem Ciolkiem, najmłodszym kolarzem w tegorocznej Wielkiej Pętli. We wcześniejszej fazie etapu, od peletonu odpadło kilku zawodników. Niespodziewanie okazało się, że ta grupka traciła do peletonu bardzo dużo czasu. Skutkiem było wykluczenie z wyścigu Romana Feillu (Agritubel), Juana Antonio Flechy (Rabobank) i Fabiana Wegmanna (Gerolsteiner), z powodu ukończenia etapu poza limitem czasowym. W żadnej klasyfikacji Tour de France nie doszło do zmiany lidera.

### Opis 20. etapu
Przedostatni, ale prawdopodobnie decydujący o losach wyścigu etap, to licząca 53 km, pagórkowata jazda indywidualna na czas, stojąca pod mianem rywalizacji Cadela Evansa (Silence-Lotto) i Carlosa Sastre (Team CSC Saxo Bank) o koszulkę lidera. Bardzo dobrze pojechali kolarze, którzy w klasyfikacji generalnej zajmują nieco dalsze pozycje. Szwajcar Fabian Cancellara, mistrz świata w tej specjalności uzyskał czas 1h 04' 12”. Pozwoliło mu to na objęcie pierwszego miejsca, spychając z tej pozycji Amerykanina Danny’ego Pate'a, także mistrza świata w czasówce, jednak w zawodach młodzieżowych. Kiedy na trasie etapu jechał Niemiec Stefan Schumacher, zwycięzca pierwszej jazdy indywidualnej na czas w tegorocznym Tour de France, było pewne, że Szwajcar będzie miał problemy, w obronieniu pozycji lidera tej czasówki. Niemiec bowiem, miał lepsze międzyczasy niż jego główny rywal do wygranej. Na mecie zameldował się, uzyskując ponad dwudziestosekundową przewagę nad Fabianem Cancellarą, dotychczasowym liderem etapu. Na trzecim miejscu uplasował się Luksemburczyk Kim Kirchen. Czołowa trójka utrzymała swe pozycje do końca etapu, co oznaczało, że Stefan Schumacher wygrał swój drugi etap w Tour de France 2008 – drugą czasówkę. Sylwester Szmyd ostatecznie uplasował się na 41 miejscu. Wkrótce rozpoczęła się walka o zwycięstwo w całym wyścigu. W rywalizacji Evans-Sastre w roli faworyta był stawiany Cadel Evans, jednak Australijczyk, mimo że na trasie etapu uzyskiwał lepsze międzyczasy od swego głównego rywala, to różnice między nimi były na tyle małe, że w klasyfikacji generalnej Hiszpan cały czas utrzymywał prowadzenie. Ostatecznie Cadel Evans spisał się słabo i ukończył czasówkę na siódmym miejscu, odrabiając niespełna pół minuty do Hiszpana, co dawało mu zaledwie drugą pozycję w tegorocznym Tour de France. Dobrze pojechał Austriak Bernhard Kohl, który utrzymał trzecie miejsce w klasyfikacji generalnej, zaś słabo spisał się Fränk Schleck (zajął 54. miejsce), który w tej samej konkurencji spadł z 2. na 6. miejsce. Carlos Sastre zachował żółtą koszulkę, a pozostali liderzy poszczególnych klasyfikacji obronili również swoje pozycje.

### Opis 21. etapu
Ostatni, liczący 143 km etap przyjaźni, prowadzący z Étampes do Paryskich Pól Elizejskich, gdzie kolarze pokonają dziewięć, niespełna siedmiokilometrowych rund. Kolarze w piknikowej atmosferze zmierzali do mety etapu, popijając szampana. Żaden z zawodników nie atakował, aż do momentu przyjazdu do stolicy Francji. Wtedy co chwila od peletonu próbowali odskoczyć kolejni zawodnicy. Najlepszą akcją popisał się Francuz Nicolas Vogondy z zespołu Ag2r-La Mondiale, któremu towarzyszył Hiszpan Carlos Barredo z drużyny Quick Step, którzy jednak, podobnie jak inni zawodnicy zostali szybko dogonieni przez peleton. Jako pierwszy na mecie ostatniego etapu tegorocznej Wielkiej Pętli, dzięki znakomitemu rozprowadzeniu przez kolegę z zespołu, zameldował się Belg Gert Steegmans z zespołu Quick Step, wyprzedzając Niemca Geralda Ciolka z Teamu Columbia i Hiszpana Óscara Freire z Rabobanku, posiadacza zielonej koszulki najlepszego sprintera. Hiszpan Carlos Sastre z Teamu CSC Saxo Bank obronił pozycję lidera wyścigu, podobnie jak kolarze pozostałych klasyfikacjach (klasyfikacja punktowa: Óscar Freire, klasyfikacja górska: Bernhard Kohl oraz klasyfikacja młodzieżowa: Andy Schleck), a jego zespół okazał się najlepszym w wyścigu. Debiutant w Tourze, Sylwester Szmyd z Lampre, jedyny Polak w Tour de France 2008 uplasował się na 26. pozycji w wyścigu, najwyżej ze swej ekipy. Ostatnie miejsce zajął Belg Wim Vansevenant z Silence-Lotto, tracąc blisko cztery godziny do zwycięzcy.  Francuz Nicolas Vogondy z Ag2r-La Mondiale został uznany za najbardziej walecznego zawodnika etapu, zaś jego rodak Sylvain Chavanel z Cofidisu został nagrodzony za liczne ucieczki w wyścigu, otrzymując tytuł najbardziej walecznego w tej edycji Wielkiej Pętli.

## Etapy
| 1  | 5 lipca  | Brest – Plumelec                 | 197,5 km      | Alejandro Valverde |               |               |               |
| 2  | 6 lipca  | Auray – Saint-Brieuc             | 164,5 km      | Thor Hushovd       |               |               |               |
| 3  | 7 lipca  | Saint-Malo – Nantes              | 208,0 km      | Samuel Dumoulin    |               |               |               |
| 4  | 8 lipca  | Cholet                           | ITT 29,5 km   | Kim Kirchen        |               |               |               |
| 5  | 9 lipca  | Cholet – Châteauroux             | 232,0 km      | Mark Cavendish     |               |               |               |
| 6  | 10 lipca | Aigurande – Super Besse          | 195,5 km      | Alejandro Valverde |               |               |               |
| 7  | 11 lipca | Brioude – Aurillac               | 159,0 km      | Luis León Sánchez  |               |               |               |
| 8  | 12 lipca | Figeac – Tuluza                  | 172,5 km      | Mark Cavendish     |               |               |               |
| 9  | 13 lipca | Tuluza – Bagnères-de-Bigorre     | 224,0 km      | Władimir Jefimkin  |               |               |               |
| 10 | 14 lipca | Pau – Hautacam                   | 156,0 km      | Juan José Cobo     |               |               |               |
|    | 15 lipca | Dzień przerwy                    | Dzień przerwy | Dzień przerwy      | Dzień przerwy | Dzień przerwy | Dzień przerwy |
| 11 | 16 lipca | Lannemezan – Foix                | 167,5 km      | Kurt Asle Arvesen  |               |               |               |
| 12 | 17 lipca | Lavelanet – Narbonne             | 168,5 km      | Mark Cavendish     |               |               |               |
| 13 | 18 lipca | Narbonne – Nîmes                 | 182,0 km      | Mark Cavendish     |               |               |               |
| 14 | 19 lipca | Nîmes – Digne-les-Bains          | 194,5 km      | Óscar Freire       |               |               |               |
| 15 | 20 lipca | Embrun – Prato Nevoso            | 183,0 km      | Simon Gerrans      |               |               |               |
|    | 21 lipca | Dzień przerwy                    | Dzień przerwy | Dzień przerwy      | Dzień przerwy | Dzień przerwy | Dzień przerwy |
| 16 | 22 lipca | Cuneo – Jausiers                 | 157,0 km      | Cyril Dessel       |               |               |               |
| 17 | 23 lipca | Embrun – Alpe d’Huez             | 210,5 km      | Carlos Sastre      |               |               |               |
| 18 | 24 lipca | Bourg-d’Oisans – Saint-Étienne   | 196,5 km      | Marcus Burghardt   |               |               |               |
| 19 | 25 lipca | Roanne – Montluçon               | 165,5 km      | Sylvain Chavanel   |               |               |               |
| 20 | 26 lipca | Cérilly – Saint-Amand-Montrond   | ITT 53,0 km   | Fabian Cancellara  |               |               |               |
| 21 | 27 lipca | Étampes – Paryż (Champs-Élysées) | 143,0 km      | Gert Steegmans     |               |               |               |

## Liderzy klasyfikacji po etapach
| Etap                 | Zwycięzca            | Klasyfikacja generalna | Klasyfikacja punktowa | Klasyfikacja górska         | Klasyfikacja młodzieżowa | Klasyfikacja drużynowa |
| -------------------- | -------------------- | ---------------------- | --------------------- | --------------------------- | ------------------------ | ---------------------- |
| 1                    | Alejandro Valverde   | Alejandro Valverde     | Alejandro Valverde    | Thomas Voeckler             | Riccardo Riccò           | Caisse d'Epargne       |
| 2                    | Thor Hushovd         | Alejandro Valverde     | Kim Kirchen           | Thomas Voeckler             | Riccardo Riccò           | Caisse d'Epargne       |
| 3                    | Samuel Dumoulin      | Romain Feillu          | Kim Kirchen           | Thomas Voeckler             | Romain Feillu            | Garmin-Chipotle-H30    |
| 4                    | Kim Kirchen          | Stefan Schumacher      | Kim Kirchen           | Thomas Voeckler             | Thomas Lövkvist          | Garmin-Chipotle-H30    |
| 5                    | Mark Cavendish       | Stefan Schumacher      | Thor Hushovd          | Thomas Voeckler             | Thomas Lövkvist          | Garmin-Chipotle-H30    |
| 6                    | Alejandro Valverde   | Kim Kirchen            | Kim Kirchen           | Sylvain Chavanel            | Thomas Lövkvist          | Garmin-Chipotle-H30    |
| 7                    | Luis León Sánchez    | Kim Kirchen            | Kim Kirchen           | David de la Fuente          | Thomas Lövkvist          | Team CSC Saxo Bank     |
| 8                    | Mark Cavendish       | Kim Kirchen            | Óscar Freire          | David de la Fuente          | Thomas Lövkvist          | Team CSC Saxo Bank     |
| 9                    | Władimir Jefimkin    | Kim Kirchen            | Kim Kirchen           | David de la Fuente          | Andy Schleck             | Team CSC Saxo Bank     |
| 10                   | Juan José Cobo       | Cadel Evans            | Óscar Freire          | Riccardo Riccò              | Riccardo Riccò           | Saunier Duval-Scott    |
| 11                   | Kurt Asle Arvesen    | Cadel Evans            | Óscar Freire          | Riccardo Riccò              | Riccardo Riccò           | Team CSC Saxo Bank     |
| 12                   | Mark Cavendish       | Cadel Evans            | Óscar Freire          | Sebastian Lang              | Vincenzo Nibali          | Team CSC Saxo Bank     |
| 13                   | Mark Cavendish       | Cadel Evans            | Óscar Freire          | Sebastian Lang              | Vincenzo Nibali          | Team CSC Saxo Bank     |
| 14                   | Óscar Freire         | Cadel Evans            | Óscar Freire          | Sebastian Lang              | Vincenzo Nibali          | Team CSC Saxo Bank     |
| 15                   | Simon Gerrans        | Fränk Schleck          | Óscar Freire          | Bernhard Kohl               | Vincenzo Nibali          | Team CSC Saxo Bank     |
| 16                   | Cyril Dessel         | Fränk Schleck          | Óscar Freire          | Bernhard Kohl               | Andy Schleck             | Team CSC Saxo Bank     |
| 17                   | Carlos Sastre        | Carlos Sastre          | Óscar Freire          | Bernhard Kohl               | Andy Schleck             | Team CSC Saxo Bank     |
| 18                   | Marcus Burghardt     | Carlos Sastre          | Óscar Freire          | Bernhard Kohl               | Andy Schleck             | Team CSC Saxo Bank     |
| 19                   | Sylvain Chavanel     | Carlos Sastre          | Óscar Freire          | Bernhard Kohl               | Andy Schleck             | Team CSC Saxo Bank     |
| 20                   | Fabian Cancellara    | Carlos Sastre          | Óscar Freire          | Bernhard Kohl               | Andy Schleck             | Team CSC Saxo Bank     |
| 21                   | Gert Steegmans       | Carlos Sastre          | Óscar Freire          | Bernhard Kohl               | Andy Schleck             | Team CSC Saxo Bank     |
| Klasyfikacja końcowa | Klasyfikacja końcowa | Carlos Sastre          | Óscar Freire          | Bernhard Kohl Carlos Sastre | Andy Schleck             | Team CSC Saxo Bank     |

## Wykluczeni
| Typ | Etap | Nazwisko              | Drużyna             | Przyczyna                                                         |
| --- | ---- | --------------------- | ------------------- | ----------------------------------------------------------------- |
| DNF | 1    | Hervé Duclos-Lassalle | Cofidis             | Wypadek na trasie wyścigu (złamanie lewego nadgarstka)            |
| DNF | 3    | Ángel Gómez           | Saunier Duval-Scott | Wypadek na trasie wyścigu                                         |
| DNF | 5    | Mauricio Soler        | Barloworld          | Kontuzja nadgarstka                                               |
| DNS | 6    | Aurélien Passeron     | Saunier Duval-Scott | Kontuzja (po wypadku na 5. etapie)                                |
| DNF | 7    | Mauro Facci           | Quick Step          | Choroba                                                           |
| DNF | 7    | Lilian Jégou          | FDJ                 | Wypadek na trasie wyścigu (złamanie nadgarstka)                   |
| DNF | 7    | John Gadret           | Ag2r-La Mondiale    | Kontuzja                                                          |
| DNF | 7    | Christophe Moreau     | Agritubel           | Dokuczliwy ból                                                    |
| DSQ | 7    | Magnus Bäckstedt      | Garmin-Chipotle     | Zakończył poza limitem czasowym                                   |
| DNS | 8    | Manuel Beltrán        | Liquigas            | Pozytywny wynik testu antydopingowego – obecność EPO w organizmie |
| DNF | 10   | Jurij Trofimow        | Bouygues Télécom    | Zmęczenie                                                         |
| DNS | 11   | Moisés Dueñas         | Barloworld          | Pozytywny wynik testu antydopingowego – obecność EPO w organizmie |
| DNF | 11   | Paolo Longo Borghini  | Barloworld          | Złamany obojczyk                                                  |
| DNF | 11   | Félix Cárdenas        | Barloworld          | Kontuzja                                                          |
| DNS | 12   | Riccardo Riccò        | Saunier Duval-Scott | Pozytywny wynik testu antydopingowego – obecność EPO w organizmie |
| DNS | 12   | Rubens Bertogliati    | Saunier Duval-Scott | Wycofany przez zespół                                             |
| DNS | 12   | Juan José Cobo        | Saunier Duval-Scott | Wycofany przez zespół                                             |
| DNS | 12   | David de la Fuente    | Saunier Duval-Scott | Wycofany przez zespół                                             |
| DNS | 12   | Jesús del Nero        | Saunier Duval-Scott | Wycofany przez zespół                                             |
| DNS | 12   | Josep Jufré           | Saunier Duval-Scott | Wycofany przez zespół                                             |
| DNS | 12   | Leonardo Piepoli      | Saunier Duval-Scott | Wycofany przez zespół                                             |
| DNF | 12   | Baden Cooke           | Barloworld          | Kontuzja                                                          |
| DNF | 14   | Nicolas Jalabert      | Agritubel           | Kontuzja                                                          |
| DNS | 15   | Mark Cavendish        | Team Columbia       | Przygotowania do Olimpiady w Pekinie                              |
| DNF | 15   | Mark Renshaw          | Crédit Agricole     | Zmęczenie                                                         |
| DNF | 15   | Stijn Devolder        | Quick Step          | Choroba                                                           |
| DNF | 15   | Óscar Pereiro         | Caisse d'Epargne    | Wypadek na trasie wyścigu                                         |
| DNF | 16   | Sébastien Chavanel    | Française des Jeux  | Choroba                                                           |
| DSQ | 16   | Francesco Chicchi     | Liquigas            | Zakończył poza limitem czasowym                                   |
| DSQ | 17   | Jimmy Casper          | Agritubel           | Zakończył poza limitem czasowym                                   |
| DNS | 19   | Damiano Cunego        | Lampre              | Skutki wypadku na trasie 18. etapu                                |
| DSQ | 19   | Fabian Wegmann        | Gerolsteiner        | Zakończył poza limitem czasowym                                   |
| DSQ | 19   | Romain Feillu         | Agritubel           | Zakończył poza limitem czasowym                                   |
| DSQ | 19   | Juan Antonio Flecha   | Rabobank            | Zakończył poza limitem czasowym                                   |
| DNS | 19   | Christophe Brandt     | Silence-Lotto       | Choroba                                                           |

Drużyny Team CSC, Team Milram oraz Euskaltel-Euskadi zakończyły ze wszystkimi zawodnikami.

## Klasyfikacje końcowe

### Klasyfikacja generalna
| Pozycja | Zawodnik              | Drużyna            | Czas         |
| ------- | --------------------- | ------------------ | ------------ |
| 1       | Carlos Sastre         | Team CSC Saxo Bank | 87 h 52' 52″ |
| 2       | Cadel Evans           | Silence-Lotto      | + 58"        |
| DSQ     | Bernhard Kohl         | Gerolsteiner       | + 1' 13”     |
| 3       | Dienis Mieńszow       | Rabobank           | + 2' 10"     |
| 4       | Christian Vande Velde | Garmin-Chipotle    | + 3' 05"     |
| 5       | Fränk Schleck         | Team CSC Saxo Bank | + 4' 28"     |
| 6       | Samuel Sánchez        | Euskaltel-Euskadi  | + 6' 25″     |
| 7       | Kim Kirchen           | Team Columbia      | + 6' 55″     |
| 8       | Alejandro Valverde    | Caisse d'Epargne   | + 7' 12″     |
| 9       | Tadej Valjavec        | Ag2r-La Mondiale   | + 9' 05″     |
| 10      | Władimir Jefimkin     | Ag2r-La Mondiale   | + 9' 55″     |

| Miejsca 11–144 | Miejsca 11–144      | Miejsca 11–144     | Miejsca 11–144 |
| Pozycja        | Zawodnik            | Drużyna            | Czas           |
| -------------- | ------------------- | ------------------ | -------------- |
| 11             | Andy Schleck        | Team CSC Saxo Bank | + 11' 32″      |
| 12             | Roman Kreuziger     | Liquigas           | + 12' 59″      |
| 13             | Sandy Casar         | Française des Jeux | + 19' 23″      |
| 14             | Amaël Moinard       | Cofidis            | + 23' 31″      |
| 15             | Mikel Astarloza     | Euskaltel-Euskadi  | + 23' 40″      |
| 16             | Kanstancin Siucou   | Team Columbia      | + 24' 55″      |
| 17             | Aleksandr Boczarow  | Crédit Agricole    | + 27' 11″      |
| 18             | Dimitrij Fofonow    | Crédit Agricole    | + 28' 31″      |
| 19             | Vincenzo Nibali     | Liquigas           | + 28' 33″      |
| 20             | Stéphane Goubert    | Ag2r-La Mondiale   | + 31' 50″      |
| 21             | Laurens Ten Dam     | Rabobank           | + 32' 59″      |
| 22             | Maxime Monfort      | Cofidis            | + 35' 41″      |
| 23             | Jarosław Popowycz   | Silence-Lotto      | + 36' 24″      |
| 24             | Stefan Schumacher   | Gerolsteiner       | + 37' 20″      |
| 25             | Sylwester Szmyd     | Lampre             | + 44' 43″      |
| 26             | Marzio Bruseghin    | Lampre             | + 45' 19″      |
| 27             | Cyril Dessel        | Ag2r-La Mondiale   | + 46' 31″      |
| 28             | Christian Knees     | Team Milram        | + 47' 43″      |
| 29             | David Arroyo        | Caisse d'Epargne   | + 48' 23″      |
| 30             | Mario Aerts         | Silence-Lotto      | + 48' 58″      |
| 31             | Pierrick Fédrigo    | Bouygues Télécom   | + 50' 19″      |
| 32             | Markus Fothen       | Gerolsteiner       | + 1h 01' 04″   |
| 33             | Koos Moerenhout     | Rabobank           | + 1h 05' 38″   |
| 34             | George Hincapie     | Team Columbia      | + 1h 08' 15″   |
| 35             | Matteo Carrara      | Quick Step         | + 1h 09' 25″   |
| 36             | Jens Voigt          | Team CSC Saxo Bank | + 1h 11' 55″   |
| 37             | Jérôme Pineau       | Bouygues Télécom   | + 1h 12' 58″   |
| 38             | Eduardo Gonzalo     | Agritubel          | + 1h 20' 06″   |
| 39             | Christophe Le Mével | Crédit Agricole    | + 1h 20' 24″   |
| 40             | Thomas Lövkvist     | Team Columbia      | + 1h 25' 27″   |
| 41             | David Moncoutié     | Cofidis            | + 1h 26' 22″   |
| 42             | Erik Zabel          | Team Milram        | + 1h 26' 40″   |
| 43             | Marco Velo          | Team Milram        | + 1h 26' 42″   |
| 44             | Haimar Zubeldia     | Euskaltel-Euskadi  | + 1h 27' 00″   |
| 45             | Wołodymyr Hustow    | Team CSC Saxo Bank | + 1h 29' 59″   |
| 46             | Ryder Hesjedal      | Garmin-Chipotle    | + 1h 33' 22″   |
| 47             | John-Lee Augustyn   | Barloworld         | + 1h 36' 21″   |
| 48             | Paolo Tiralongo     | Lampre             | + 1h 36' 57″   |
| 49             | Egoi Martínez       | Euskaltel-Euskadi  | + 1h 37' 00″   |
| 50             | David López         | Caisse d'Epargne   | + 1h 39' 37″   |
| 51             | Amets Txurruka      | Euskaltel-Euskadi  | + 1h 41' 59″   |
| 52             | Leonardo Duque      | Cofidis            | + 1h 44' 24″   |
| 53             | Johann Tschopp      | Bouygues Télécom   | + 1h 47' 22″   |
| 54             | Hubert Dupont       | Ag2r-La Mondiale   | + 1h 47' 24″   |
| 55             | José Iván Gutiérrez | Caisse d'Epargne   | + 1h 48' 27″   |
| 56             | Kurt-Asle Arvesen   | Team CSC Saxo Bank | + 1h 49' 40″   |
| 57             | Peter Velits        | Team Milram        | + 1h 49' 49″   |
| 58             | Rémy Di Grégorio    | Française des Jeux | + 1h 49' 54″   |
| 59             | Bram Tankink        | Rabobank           | + 1h 50' 24″   |
| 60             | Sylvain Chavanel    | Cofidis            | + 1h 54' 25″   |
| 61             | Luis León Sánchez   | Caisse d'Epargne   | + 1h 55' 39″   |
| 62             | Pieter Weening      | Rabobank           | + 1h 55' 52″   |
| 63             | Nicolas Vogondy     | Agritubel          | + 1h 56' 04″   |
| 64             | Fabian Cancellara   | Team CSC Saxo Bank | + 1h 57' 09″   |
| 65             | Nicolas Portal      | Caisse d'Epargne   | + 1h 58' 16"   |
| 66             | Filippo Pozzato     | Liquigas           | + 1h 59' 13″   |
| 67             | David Millar        | Garmin-Chipotle    | + 1h 59' 39″   |
| 68             | Joost Posthuma      | Rabobank           | + 2h 05' 10″   |
| 69             | Óscar Freire        | Rabobank           | + 2h 05' 46″   |
| 70             | Martin Elmiger      | Ag2r-La Mondiale   | + 2h 06' 21″   |
| 71             | José Luis Arrieta   | Ag2r-La Mondiale   | + 2h 07' 33″   |
| 72             | Gorka Verdugo       | Euskaltel-Euskadi  | + 2h 08' 23″   |
| 73             | Yoann Le Boulanger  | Française des Jeux | + 2h 08' 50″   |
| 74             | Sebastian Lang      | Gerolsteiner       | + 2h 09' 23″   |
| 75             | Murilo Fischer      | Liquigas           | + 2h 13' 03″   |
| 76             | Trent Lowe          | Garmin-Chipotle    | + 2h 13' 41″   |
| 77             | Jurgen Van de Walle | Quick Step         | + 2h 13' 50″   |
| 78             | Simon Gerrans       | Crédit Agricole    | + 2h 14' 25″   |
| 79             | Rémi Pauriol        | Crédit Agricole    | + 2h 16' 33″   |
| 80             | David Lelay         | Agritubel          | + 2h 16' 43″   |
| 81             | Benoît Vaugrenard   | Française des Jeux | + 2h 19' 33″   |
| 82             | Dario Cioni         | Silence-Lotto      | + 2h 20' 49″   |
| 83             | Chris Froome        | Barloworld         | + 2h 22' 33″   |
| 84             | Geoffroy Lequatre   | Bouygues Télécom   | + 2h 23' 04″   |
| 85             | Laurent Lefèvre     | Bouygues Télécom   | + 2h 23' 16″   |
| 86             | Johan Van Summeren  | Silence-Lotto      | + 2h 27' 04″   |
| 87             | Giampaolo Cheula    | Barloworld         | + 2h 30' 12″   |
| 88             | Carlos Barredo      | Quick Step         | + 2h 30' 36″   |
| 89             | Stef Clement        | Bouygues Télécom   | + 2h 32' 19″   |
| 90             | Ruben Perez         | Euskaltel-Euskadi  | + 2h 33' 55″   |
| 91             | Marco Marzano       | Lampre             | + 2h 34' 08″   |
| 92             | Ronny Scholz        | Gerolsteiner       | + 2h 34' 12″   |
| 93             | Alessandro Ballan   | Lampre             | + 2h 35' 08″   |
| 94             | Danny Pate          | Garmin-Chipotle    | + 2h 36' 29″   |
| 95             | Matteo Tosatto      | Quick Step         | + 2h 38' 07″   |
| 96             | Thomas Voeckler     | Bouygues Télécom   | + 2h 38' 13″   |
| 97             | Sébastien Rosseler  | Quick Step         | + 2h 39' 58″   |
| 98             | Thor Hushovd        | Crédit Agricole    | + 2h 45' 20″   |
| 99             | Björn Schröder      | Team Milram        | + 2h 48' 33″   |
| 100            | Xavier Florencio    | Bouygues Télécom   | + 2h 53' 51″   |
| 101            | William Bonnet      | Crédit Agricole    | + 2h 55' 29″   |
| 102            | Juan José Oroz      | Euskaltel-Euskadi  | + 2h 56' 12″   |
| 103            | Iñaki Isasi         | Euskaltel-Euskadi  | + 2h 57' 44″   |
| 104            | Martin Müller       | Team Milram        | + 2h 58' 31″   |
| 105            | Gerald Ciolek       | Team Columbia      | + 2h 58' 34″   |
| 106            | Robert Hunter       | Barloworld         | + 3h 04' 02″   |
| 107            | Adam Hansen         | Team Columbia      | + 3h 04' 52″   |
| 108            | Stuart O’Grady      | Team CSC Saxo Bank | + 3h 07' 46″   |
| 109            | Julian Dean         | Garmin-Chipotle    | + 3h 07' 57″   |
| 110            | Gert Steegmans      | Quick Step         | + 3h 08' 23″   |
| 111            | Philippe Gilbert    | Française des Jeux | + 3h 09' 56″   |
| 112            | Frederik Willems    | Liquigas           | + 3h 13' 38″   |
| 113            | Samuel Dumoulin     | Cofidis            | + 3h 14' 37″   |
| 114            | Arnaud Coyot        | Caisse d'Epargne   | + 3h 15' 53″   |
| 115            | Robert Förster      | Gerolsteiner       | + 3h 16' 11″   |
| 116            | Matteo Bono         | Lampre             | + 3h 16' 36″   |
| 117            | Nicki Sørensen      | Team CSC Saxo Bank | + 3h 17' 01″   |
| 118            | Florent Brard       | Cofidis            | + 3h 17' 45″   |
| 119            | Marcus Burghardt    | Team Columbia      | + 3h 20' 28″   |
| 120            | Jérémy Roy          | Française des Jeux | + 3h 21' 32″   |
| 121            | Robbie McEwen       | Silence-Lotto      | + 3h 22' 36″   |
| 122            | Ralf Grabsch        | Team Milram        | + 3h 23' 17″   |
| 123            | Leif Hoste          | Silence-Lotto      | + 3h 23' 53″   |
| 124            | Steven de Jongh     | Quick Step         | + 3h 24' 08″   |
| 125            | Heinrich Haussler   | Gerolsteiner       | + 3h 25' 34″   |
| 126            | Daniele Righi       | Lampre             | + 3h 26' 16″   |
| 127            | Alaksandr Kuczynski | Liquigas           | + 3h 26' 47″   |
| 128            | Brett Lancaster     | Team Milram        | + 3h 27' 29″   |
| 129            | Manuel Quinziato    | Liquigas           | + 3h 28' 03″   |
| 130            | Sebastian Langeveld | Rabobank           | + 3h 28' 07″   |
| 131            | Arnaud Gerard       | Française des Jeux | + 3h 30' 00″   |
| 132            | William Frischkorn  | Garmin-Chipotle    | + 3h 30' 47″   |
| 133            | Martijn Maaskant    | Garmin-Chipotle    | + 3h 31' 30″   |
| 134            | Freddy Bichot       | Agritubel          | + 3h 32' 25″   |
| 135            | Niki Terpstra       | Team Milram        | + 3h 33' 40″   |
| 136            | Christophe Riblon   | Ag2r-La Mondiale   | + 3h 35' 24″   |
| 137            | Jimmy Engoulvent    | Crédit Agricole    | + 3h 35' 30″   |
| 138            | Stéphane Augé       | Cofidis            | + 3h 35' 52″   |
| 139            | Massimiliano Mori   | Lampre             | + 3h 37' 22″   |
| 140            | Vicente García      | Caisse d'Epargne   | + 3h 39' 48″   |
| 141            | Matthieu Sprick     | Bouygues Télécom   | + 3h 48' 18″   |
| 142            | Sven Krauss         | Gerolsteiner       | + 3h 51' 55″   |
| 143            | Bernhard Eisel      | Team Columbia      | + 3h 54' 52″   |
| 144            | Wim Vansevenant     | Silence-Lotto      | + 3h 55' 45″   |

### Klasyfikacja punktowa
| Pozycja | Zawodnik           | Drużyna          | Punkty |
| ------- | ------------------ | ---------------- | ------ |
| 1       | Óscar Freire       | Rabobank         | 270    |
| 2       | Thor Hushovd       | Crédit Agricole  | 220    |
| 3       | Erik Zabel         | Team Milram      | 217    |
| 4       | Leonardo Duque     | Cofidis          | 181    |
| 5       | Kim Kirchen        | Team Columbia    | 155    |
| 6       | Alejandro Valverde | Caisse d'Epargne | 136    |
| 7       | Robert Hunter      | Team Barloworld  | 131    |
| 8       | Robbie McEwen      | Silence-Lotto    | 129    |
| 9       | Julian Dean        | Garmin-Chipotle  | 119    |
| 10      | Gerald Ciolek      | Team Columbia    | 116    |

### Klasyfikacja górska
| Pozycja | Zawodnik           | Drużyna           | Punkty |
| ------- | ------------------ | ----------------- | ------ |
| DSQ     | Bernhard Kohl      | Gerolsteiner      | 128    |
| 1       | Carlos Sastre      | CSC Saxo          | 80     |
| 2       | Fränk Schleck      | CSC Saxo          | 80     |
| 3       | Thomas Voeckler    | Bouygues Télécom  | 65     |
| 4       | Sebastian Lang     | Gerolsteiner      | 62     |
| 5       | Stefan Schumacher  | Gerolsteiner      | 61     |
| 6       | John-Lee Augustyn  | Team Barloworld   | 61     |
| 7       | Alejandro Valverde | Caisse d'Epargne  | 58     |
| 8       | Rémy Di Grégorio   | FdJ               | 52     |
| 9       | Egoi Martínez      | Euskaltel-Euskadi | 51     |

### Klasyfikacja młodzieżowa
| Pozycja | Zawodnik          | Drużyna          | Czas          |
| ------- | ----------------- | ---------------- | ------------- |
| 1       | Andy Schleck      | CSC Saxo         | 88 h 4' 24"   |
| 2       | Roman Kreuziger   | Liquigas         | + 1' 27"      |
| 3       | Vincenzo Nibali   | Liquigas         | + 17' 01"     |
| 4       | Maxime Monfort    | Cofidis          | + 24' 09"     |
| 5       | Eduardo Gonzalo   | Agritubel        | + 1 h 8' 34"  |
| 6       | Thomas Lövkvist   | Team Columbia    | + 1 h 13' 55" |
| 7       | John-Lee Augustyn | Team Barloworld  | + 1 h 24' 49" |
| 8       | Peter Velits      | Team Milram      | + 1 h 38' 17" |
| 9       | Rémy Di Grégorio  | FdJ              | + 1 h 38' 22" |
| 10      | Luis León Sánchez | Caisse d'Epargne | + 1 h 44' 07" |

### Klasyfikacja drużynowa
| Pozycja | Drużyna             | Czas          |
| ------- | ------------------- | ------------- |
| 1       | CSC Saxo            | 263 h 29' 57" |
| 2       | Ag2r-La Mondiale    | + 15' 35"     |
| 3       | Rabobank            | + 1 h 05' 26" |
| 4       | Euskaltel-Euskadi   | + 1 h 16' 26" |
| 5       | Silence-Lotto       | + 1 h 17' 15" |
| 6       | Caisse d'Epargne    | + 1 h 20' 28" |
| 7       | Team Columbia       | + 1 h 23' 00" |
| 8       | Lampre              | + 1 h 26' 24" |
| 9       | Gerolsteiner        | + 1 h 27' 40" |
| 10      | Crédit AgricoleTeam | + 1 h 37' 16" |